# توقيف (عقوبة)
التوقيف (بالإنجليزية: Suspension)‏ هو الإبعاد الفوري والمؤقت لموظف من وظيفته في حالة ارتكابه لخطأ جسيم أو جنحة ماسة بالحق العام، مع أو عدم الاستفادة من الأجرة. وقد يكون إجراء احتياطيا أو عقوبة تأديبية.
يُعدّ التوقيف أيضًا شكلاً من أشكال العقوبة المدرسية حيث يتم استبعاد الطالب من الدروس المدرسية لفترة من الوقت كإجراء انضباطي.

## مكان العمل
يعد التوقيف ممارسة شائعة في مكان العمل بسبب انتهاك سياسة الشركة، أو الانتهاكات الجسيمة. يحدث توقيف العمل عندما يرى مدير الأعمال أو المشرف أن تصرف الموظف، سواء عن قصد أو عن غير قصد، يمثل انتهاكًا للسياسة التي يجب أن تؤدي إلى مسار عقابي، وعندما لا يؤثر غياب الموظف خلال فترة التوقيف على الشركة. هذا النوع من الإجراء يؤذي الموظف لأنه لن يكون لديه ساعات عمل خلال فترة التوقيف وبالتالي لن يحصل على أجره، إلا إذا كان التعليق بأجر، أو تم الاعتراض عليه ثم تمّ إلغاؤه لاحقًا. قد تكون بعض الوظائف، التي تدفع الراتب، قد تم تعليق دفعها، حيث سيتم منع الموظف المتأثر من القدوم إلى العمل ولكنه سيظل يحصل على الأجر. بشكل عام، يعتبر التوقيف أكثر فعالية إذا ظل الموظف المتأثر بدون أجر. عادة ما يتم التوقيف بعد استنفاد وسائل الاستشارة الأخرى، لكن بعض الانتهاكات قد تؤدي إلى التوقيف الفوري.
تعتبر شروط التوقيف من العناصر الشائعة في اتفاقيات المفاوضة المشتركة. يمكن الطعن في حالات التوقيف من قبل الموظفين في المنظمات النقابية من خلال تقديم التظلمات .
يمكن أيضًا استخدام التوقيف على الراتب الكامل عندما يحتاج الموظف إلى إخراجه من مكان العمل لتجنب الإضرار بالتحقيق. ولا يُستخدم هذا كعقوبة، بل لمصلحة صاحب العمل. على سبيل المثال، ضابط الشرطة الذي أطلق النار على شخص أثناء عمله سيتم إيقافه مع الحفاظ على راتبه أثناء التحقيق، ليس لمعاقبته، ولكن لتمكين الإدارة من إجراء تحقيقاتها.

## في الرياضة
التوقيف هو عقوبة في الرياضة حيث يتم منع اللاعبين من لعب عدد معين من المباريات المستقبلية. قد يتم إصدار هذه الإيقافات بسبب المخالفات الجسيمة لقواعد اللعب، أو الأخطاء الفنية المفرطة، أو الأخطاء الصارخة طوال مدة الموسم، أو الشجار أثناء المباراة التي كان فيها اللاعب جزءًا فيها. أو سوء السلوك خارج الملعب (مثل استخدام المواد غير القانونية أو المحظورة).
بشكل عام، يُحرم الرياضي الموقوف من راتبه أثناء فترة الإيقاف، ووفقًا لقواعد الفريق أو الدوري، قد لا يُسمح له بارتداء زيه الرسمي أو التواجد مع الفريق أثناء سير اللعب، والذي يتضمن غالبًا حضور المباريات في المدرجات كما يفعل المتفرج العادي.

## الانضباط المدرسي
في الأوساط الدراسية، يعد التوقيف (المعروف أيضًا باسم الاستبعاد المؤقت) شكلاً من أشكال العقوبة المدرسية حيث يتم استبعاد الطالب من الدروس المدرسية لفترة من الوقت. التوقيف هو أحد أشكال الانضباط الاستبعادي. والشكل الآخر هو الطرد. يتم إخطار والدي الطالب، وأحيانًا الأخصائيين الاجتماعيين إذا كان الطالب في تعليم خاص، عن سبب الإيقاف خارج المدرسة، مثل تورط الطالب في مشاجرة جسدية أو لفظية، أو توجيه لغة بذيئة إلى موظفي المدرسة، وتتراوح مدة الإيقاف خارج المدرسة عادة بين 3-5 أيام. في بعض الأحيان، تعقد المدارس اجتماعًا يضم أولياء أمور الطالب، والأخصائيون الاجتماعيون إذا كان الطالب في التعليم الخاص، لمناقشة أمر الإيقاف. في بعض الأحيان، يُطلب من الطلاب الموقوفين كتابة التزام يفيد بأنهم لن ينخرطوا في السلوك الذي أدى إلى تعليقهم خارج المدرسة، والذي قد يُطلب منهم تسليمه إلى مدير المدرسة بعد العودة إلى المدرسة، أو مذكرة توضح السبب بالتفصيل لماذا تم توقيفهم.
تظهر الأبحاث أن التوقيف يتنبأ بمجموعة من النتائج الاجتماعية السلبية، بما في ذلك الجريمة، والتورط في نظام العدالة الجنائية، وجنوح الأحداث، وتعاطي المخدرات، بالإضافة إلى التغيب عن المدرسة، ومعدلات الهدر المدرسي، وضعف الأداء في الاختبارات. وجدت دراسة أجريت عام 2014 على الطلاب في ولاية فيكتوريا الأسترالية وولاية واشنطن الأمريكية أن معدلات التوقيف كانت متشابهة في كلتا الولايتين وأن كلا من العوامل على مستوى الطالب والعوامل على مستوى المدرسة كانت مرتبطة بالتوقيف. وشملت العوامل على مستوى الطالب "سلوك الطالب، والتمرد، والفشل الأكاديمي" وشملت العوامل على مستوى المدرسة "الحالة الاجتماعية والاقتصادية للمدرسة" وانخفاض الالتزام المدرسي الإجمالي. يتم توقيف ما يقرب من ثلث الطلاب في الولايات المتحدة عن الدراسة في مرحلة ما خلال الصفوف من الروضة إلى الصف الثاني عشر ‏.
التوقيف داخل المدرسة (In-school suspension) (ويسمى أيضًا بأسماء أخرى) هو شكل من أشكال التوقيف الذي، على عكس التوقيف خارج المدرسة، يُبقي الطلاب خارج الفصل، ولكنه يضعهم في مكان بديل بعيدًا عن الطلاب الآخرين داخل البيئة المدرسية. يتم تطبيق التوقيف في المدرسة عادةً عندما لا تكون العقوبات الأقل قابلة للتطبيق، أو عندما تكون العقوبات الأكبر مثل التوقيف خارج المدرسة أو الطرد غير قابلة للتطبيق أيضًا.